# Gonanticlea amplior
Gonanticlea amplior là một loài bướm đêm trong họ Geometridae.